# Громов Михайло Михайлович
Михайло Михайлович Громов (нар. 12 (24) лютого 1899, Твер — 22 січня 1985, Москва) — радянський льотчик і воєначальник, професор, генерал-полковник авіації, Герой Радянського Союзу (1934).
У 1934 встановив світовий рекорд дальності польоту (понад 12 тис. км), у 1937 здійснив безпосадочний переліт Москва — Північний полюс — США. Під час Німецько-радянської війни командував повітряними арміями (1-ша та 3-тя повітряні армії).

## Біографія
Михайло Михайлович Громов народився 12 (24) лютого 1899 в Твері. Дитинство та юність провів у Калузі, Ржеві, селищі Лосіноостровський (нині — в межі Москви).
Згідно з автобіографією, публікація якої на початку 1970-х років була надзвичайно утруднена унаслідок цензури (автор назвав цей процес «ходінням по муках»), Михайло Громов мав у своєму соціальному походженні як дворянські, так і селянські корені. Батько, Михайло Костянтинович Громов, походив з родини дворянської інтелігенції. Як людина надзвичайно обдарована, він рано виявив різноманітні здібності, у тому числі в музиці та малюванні. Після гімназії він вступив на медичний факультет Московського університету і далі служив військовим лікарем.
Мати, Любов Гнатівна Андрєєва, походила з малограмотної селянської родини, коли підросла, то втекла з дому в Петербург, щоб здобути освіту. Там вона закінчила акушерські курси, повернулася до Твері та зустрілось з Михайлом Костянтиновичем Громовим. Незабаром вони таємно повінчалися. Шлюб їх був «нерівним» та рідні батька М. Громова, дізнавшись про нього, змушені були цей шлюб визнати.

### Навчання та кар'єра
- У 1916–1917 вчився в Московському державному технічному університеті (нині Московський державний технічний університет імені Баумана).
- У 1917 закінчив авіаційні теоретичні курси при МДТУ
- З 1917 в армії
- у 1918 закінчив Московську льотну школу, залишений у ній льотчиком-інструктором
- У 1924–1930 — на льотно-випробувальній роботі в Науково-дослідний інститут ВПС
- з 22 лютого 1938 — комбриг
- у 1930–1941 — в ЦАГІ
- з березня по серпень 1941 — начальник Льотно-дослідницького інституту (нині Льотно-дослідницький інститут імені М. М. Громова.

## Звання, нагороди
Генерал-полковник авіації (1944), заслужений льотчик СРСР (1925), заслужений майстер спорту СРСР (1969), професор (1937).
Нагороджений 4 орденами Леніна (1934, 1945, 1969, 1984), орденом Жовтневої Революції (1979), 4 орденами Червоного Прапора (1925, 1937, 1944, 1948), орденами Суворова 2-го ступеня (1943), Вітчизняної війни 1-го ступеня (1942), 3 орденами Червоної Зірки (1932, 1933, 1967), медалями, іноземними нагородами. Удостоєний медалі де Лаво (ФАІ) (1937).

## Вшанування пам'яті
Ім'ям М. М. Громова названі вулиці в Москві, Костянтинівці, Севастополі, Черкасах, Єкатеринбурзі, Дніпрі, площа в Жуковському Московської області. Літак Ту-160 (розбився в 2003 році), літак Іл-96-300 авіакомпанії «Аерофлот — Російські авіалінії».
Ім'я прославленого льотчика носить Льотно-дослідницький інститут. На будинку, де він жив у Москві, і на будинку в місті Жуковський, у якому він працював, встановлено меморіальні дошки. Також в Жуковському встановлено погруддя Героя. Піонерська дружина школи № 64 міста Свердловська носила ім'я М. М. Громова, іменем М. М. Громова названо ліцей № 227 Києва.
На честь льотчика названо астероїд 4920 Громов.